# Karel Kafka
Karel Kafka (7. července 1945, Kolín) je český abstraktní malíř, známý především díky volnému individuálnímu výrazu.

## Život

### Studia
- 1963 - 1968: Katedra výtvarného umění a teorie, Univerzita Palackého v Olomouci
- 1968 - 1970: Atelier Karla Součka, Akademie výtvarných umění v Praze

### Samostatné výstavy
Seznam výstav.
- 1970: Jevíčko
- 1971: Svitavy
- 1980 - 1988: KD Pardubice - 4 výstavy
- 1989: Weisenheim / Berg, Německo
- 1991: Weisenheim / Berg, Německo
- 1992: Freinsheim, Německo
- 1992: VČD Pardubice
- 1993: Hambacher Schloss, Německo
- 1995: Galerie Gong, Pardubice
- 1997: Galerie Gong, Pardubice
- 1998: Radnice, Pardubice
- 1998: Galerie Goller, Selb, Německo
- 2000: Galerie Gong, Pardubice[5]
- 2003: Galerie Rondo, Hradec Králové
- 2003: Galerie Gong, Pardubice
- 2004: Radnice Plzeň
- 2005: Galerie Gong, Pardubice
- 2005: Cafe Sofia Litomyšl
- 2009: Univerzita Pardubice[6][7]
- 2009: Radnice Lázně Bohdaneč
- 2011: Mázhaus Pardubice
- 2012: VČD Pardubice
- 2014: Mázhaus Pardubice
- 2016: Mázhaus Pardubice

### Společné výstavy
- UVU Pardubice[8]

## Dílo
Současné Kafkovo dílo je výsledkem vývoje, který trval několik desítek let. Vývoj směřoval od kubistických počátků k informelu, abstraktnímu malířskému směru, který byl u nás během normalizace označován jako projev krize buržoazní společnosti. Ve skutečnosti byl informel v době svého vzniku jednou z mnoha reakcí na vyčerpanost formy závěsného obrazu.
Obrazy Karla Kafky jsou charakteristické svou plasticitou, jsou vytvářeny až v sochařské rovině, kdy je definována reliéfní strukturální podstata bílé plochy.
Karel Kafka využívá letitou zkušenost s využíváním fyzikálních procesů, které vedou k praskání a krakelování základního materiálu, ty pak doplňuje škrabáním, řezáním nebo jiným narušováním kresby.
Pro Kafkovu tvorbu je příznačné opětovné nanášení mnoha vrstev lazurních barev. Barvy během tvorby opět vymývá a znovu maluje, přičemž tento postup kombinuje s dalšími technikami. Výsledné dílo tak bývá otiskem konkrétních zážitků do autorovy senzibility. Názvy svých děl považuje Karel Kafka za orientační. Názvy jeho obrazů by tedy pro diváka neměly být zavádějící.
Autorovy obrazy posledního období vyzařují především pozitivní inspiraci, která se projevuje tlumením základní barevné škály v kontrastu s drobnými, ale o to výraznějšími barevnými akcenty, které v obraze dominují. Objevují se také složitější prvky lineární kompozice. Mezi obrazy nalézáme tematicky příbuzné dvojice či trojice. Karel Kafka dospěl k vlastnímu uměleckému výrazu rozvíjením informelní tendence, kterou přesahuje v rovině barvy. Prokládá své obrazy strategicky umístěnými prvky pestrých barev, které divákovu fantazii vybízejí k tvůrčí spoluúčasti.